# Aeschynomene americana
Aeschynomene americana är en ärtväxtart som beskrevs av Carl von Linné. Enligt Catalogue of Life ingår Aeschynomene americana i släktet Aeschynomene och familjen ärtväxter, men enligt Dyntaxa är tillhörigheten istället släktet Aeschynomene och familjen ärtväxter. Arten har ej påträffats i Sverige.

## Underarter
Arten delas in i följande underarter:
- A. a. americana
- A. a. flabellata
- A. a. glandulosa

## Bildgalleri

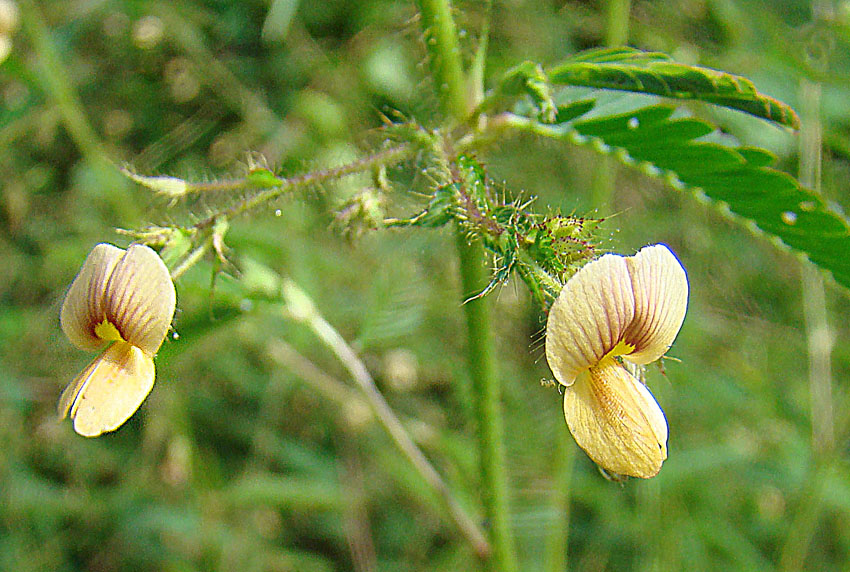